# El rei gaèlic
El rei gaèlic (títol original en anglès, The Gaelic King) és una pel·lícula de fantasia històrica britànica del 2017, ambientada a l'edat fosca escocesa durant l'alta edat mitjana. És protagonitzada per Jake McGarry en el paper principal, amb Philip Todd a la direcció. S'ha doblat al català.
El rodatge es va dur a terme a Escòcia en tres blocs entre 2015 i 2016. Els llocs principals eren Stirling i Cairngorms. Com a part de la producció, es va construir un poble de l'època a gran escala, amb l'ajuda de les comunitats locals.
El segon bloc de rodatge va ser finançat en gran part per una campanya de micromecentatge d'Indiegogo reeixida, que va recaptar més de 8.000 lliures.
El rei gaèlic es va estrenar al Regne Unit el 10 de juliol de 2017.

## Repartiment
- Jake McGarry com a Alpin
- Noah Irvine com a Finn
  - Daniel Todd com a Finn d'infant
- Shona Melrose com a Edana, la princesa picta que ajuda l'Alpin
- Kerry Browne com la bruixa Nathara
- Laurence Whitley com a Lachlan, un excèntric sacerdot-druida
- Peter Cosgrove com a Fergus, el líder de la tribu picta